# 吉阳礁
吉阳礁（越南语：／）位于南沙群岛九章群礁西北部边缘，景宏岛和华礁之间。1983年中国公布名称为吉阳礁，因宋、元两代在海南岛设有吉阳军而得名。西方文献称为“Gent Reef”。